# Alfonso Armada Comyn
Alfonso Armada Comyn, IX marquès de Santa Cruz de Rivadulla, (Madrid, 12 de febrer de 1920 − Madrid, 1 de desembre de 2013) va ser un militar espanyol que va assolir notorietat per la seva participació en l'intent de cop d'estat del 23 de febrer de 1981.
Als setze anys es va allistar a l'exèrcit i fou destinat a la Guerra Civil Espanyola als fronts de Madrid, Andalusia, Guadalajara, Terol i València. També va combatre amb la División Azul al front de Leningrad on coincidí amb Milans del Bosch.
El 1945, com a comandant, va ser instructor a diverses escoles militars. Va donar classes militars al príncep Joan Carles i va arribar a ser membre de l'Estat Major Central. Una altra de les seves tasques va ser com a secretari general de la casa del rei, fins que fou destituït pels seus enfrontaments amb el president del Govern espanyol, Adolfo Suárez, i el fet que enviés cartes amb el segell de la Casa Reial espanyola demanant el vot per Alianza Popular a les eleccions generals espanyoles de 1979. De la secretaria del monarca va passar a ser professor principal de l'Escola Superior de l'Exèrcit i, poc abans del cop d'Estat del 23 de febrer de 1981, va ocupar els càrrecs de governador militar de Lleida i, després, segon cap de l'Estat Major de l'Exèrcit.
Aquesta trajectòria es va veure truncada el 23-F, ja que Armada va ser un dels principals participants de l'intent de cop d'Estat. Segons els plans dels colpistes, sobre aquest hauria recaigut la presidència del govern que dirigiria el país si l'intent de cop no hagués fracassat. Encara que no amb total seguretat, es creu que ell era l'"elefant blanc" que esperaven els colpistes al Congrés dels Diputats. Es va descobrir que hi estava implicat quan es va oferir al Cap de l'Estat Major de l'Exèrcit, el general Gabeiras, per anar en persona al Congrés a proposar a Tejero una sortida: el seu oferiment per presidir un govern cívic-militar amb presència de líders polítics. El tinent coronel Tejero es va negar rotundament a deixar que entressin polítics socialistes o comunistes en el govern i aquí va començar la fi del cop.
El 22 d'abril de 1983, el Tribunal Suprem d'Espanya li va imposar una condemna de 30 anys de presó i pèrdua d'ocupació però no la seva pensió com a general de divisió, complint la seva pena a la presó d'Alcalá-Meco, tot i que degut a problemes de salut passà a complir-la a l'Hospital Militar Gómez Ulla. El 24 de desembre de 1988, després de valorar un informe no vinculant elaborat pel Tribunal Suprem, el Govern d'Espanya encapçalat per Felipe González, el va indultar al·legant raons de salut i que havia manifestat diverses vegades "la seva lleialtat a la Corona i a l'ordenament jurídic constitucional". Després de la seva sortida de presó vivia en el seu pazo d'Ortigueira, a la parròquia de Santa Cruz de Rivadulla (Vedra), a la província gallega de La Corunya. Armada afirmava ésser una víctima política del cop d'estat.